# Selenia eucore
Selenia eucore là một loài bướm đêm trong họ Geometridae.